# Il bambino che è in me - Obvious Child
Il bambino che è in me - Obvious Child (Obvious Child) è un film del 2014 diretto da Gillian Robespierre. Il 17 gennaio è stato presentato al Sundance Film Festival.

## Trama
La gravidanza imprevista di un'attrice comica ventisettenne la costringe a confrontarsi con la realtà della femminilità indipendente per la prima volta.